# Лядинка (Псковская область)
Ляди́нка, ранее также Лединки, Лядинок, Лединок, Леди́нки, Лядины, Ля́диня (эст. Lädinä), Ля́дина (эст. Lädina) — деревня в Печорском районе Псковской области России. Входит в состав сельского поселения «Круппская волость».
Относится к нулку Саатсеринна исторической области Сетумаа.

## География
Расположена на севере района в 4,5 км от побережья Псковского озера и в 2,5 км к югу от волостного центра, деревни Крупп. В 0,5 км к западу от деревни проходит граница РФ с Эстонией.

## Население
Численность населения деревни по состоянию на конец 2000 года составляла 4 жителя.
| 2001 | 2002 | 2010 |
| ---- | ---- | ---- |
| 4    | ↘3   | ↘2   |